# Burghead Well

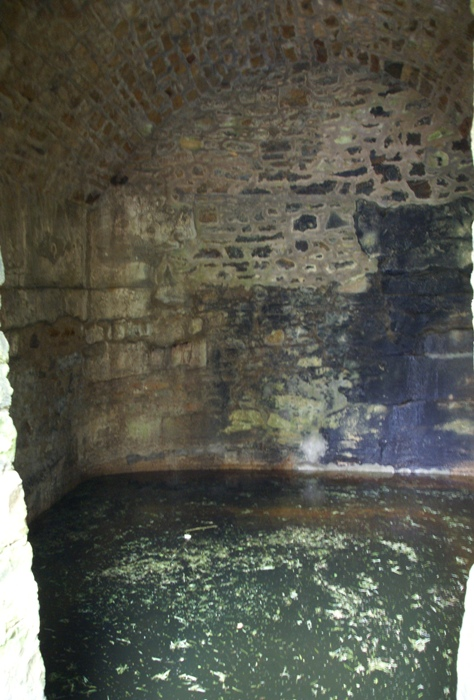
In de ruimte van Burghead Well. De rand rondom de bak is niet zichtbaar door de hoge waterspiegel.

De Burghead Well is een volledig in rots uitgehouwen ruimte met een bron, waarvan het doel niet duidelijk is. Theorieën variëren van bron, bad tot vroeg-christelijke doopkapel. De bron zou uit de ijzertijd kunnen stammen. De bron is gelegen in Burghead in de Schotse regio Moray.

## Beschrijving
In 1809 werd de Burghead Well ontdekt toen men er een gemeentelijk wateropslagplaats wilde maken. De ruimte is geheel uitgehakt uit de rotsen. Het geheel bestaat uit een reeks van twintig traptreden die leiden naar een kamer, waarin zich centraal in de vloer een opvangbak bevindt voor water (ook wel beschreven als tank), die gevoed wordt door een ondergrondse waterbron. De ruimte beslaat 26 vierkante meter. Er is een rand om de gehele bak van 0,9 meter breed. De kamer is vier meter hoog. Zowel de bak als de kamer zijn rechthoekig van vorm en hebben afgeronde hoeken. Van beneden naar boven hellen de muren van de kamer licht naar binnen toe; het bovenste deel van de muren vormt een fries. Op de diagonale tegengestelde hoeken van de kamer bevinden zich een halfronde sokkel en een verzonken bassin (respectievelijk linksachter in de ruimte en rechts, gezien vanuit de toegang tot de ruimte). Mogelijk stonden er ooit meer sokkels in de ruimte. In de negentiende eeuw is er metselwerk toegevoegd in de kamer en in de weg naar de kamer toe. Met explosieven heeft men in 1809 geprobeerd de opvangbak dieper te maken, zodat de opslagcapaciteit zou toenemen. De toevoer van het water van de ondergrondse bron bleek echter onvoldoende om genoeg water te kunnen leveren. De ondergrondse bron had zes dagen nodig om de bak geheel te vullen.
De Burghead Well ligt in een groot fort uit de ijzertijd. Dit fort is vermoedelijk bewoond door de Picten, aangezien onder de archeologische vondsten zich een aantal pictische stenen bevonden, die in de 21e eeuw tentoongesteld worden in de musea van Burghead, Elgin en Edinburgh. Het fort was bewoond door de Picten tussen 450 en 850. Het fort bestaat uit een hoger en lager gelegen deel. De Burghead Well ligt in het oostelijke gebied van het lagere deel.
In de late achttiende eeuw werd het fort foutief geïdentificeerd als een Romeins fort. Hierdoor werd aan de Burghead Well gerefereerd als de Romeinse bron of het Romeinse bad. Lokaal stond de bron bekend als Bailey's Well, omdat de bron lag aan de rand van het fort.
Bij het uitgraven van de Burghead Well werden een aantal vondsten gedaan, waaronder een steen met een erin gekerfde stier.
In 1954 werd door V.G. Childe en W.D. Simpson de theorie geopperd, dat de bron een vroeg-christelijke doopkapel was. Er werd een verband gelegd met de lokale cultus van Sint Ethan.

## Beheer
De Burghead Well wordt beheerd door Historic Environment Scotland.